# Vlajka Kalužské oblasti

Vlajka Kalužské oblasti
Poměr stran: 2:3

Vlajka Kalužské oblasti, jedné z oblastí Ruské federace, je tvořena listem o poměru stran 2:3, se třemi vodorovnými pruhy: červeným, bílým a zeleným v poměru šířek 5:2:5. Uprostřed červeného pruhu je umístěna žlutá císařská koruna.
Bílý pruh symbolizuje řeku Oku.

## Historie
Kalužská provincie byla, v rámci Moskevské gubernie, zřízena 27. března 1719. 24. srpna 1776 byla Kateřinou II. povýšena na gubernii a po jejím příkazu senátu (26. října 1776) bylo 15. ledna 1777 otevřeno kalužské místodržitelství. Kaluze, hlavnímu městu gubernie, udělila 10. března 1777 Kateřina II. znak, z kterého pochází koruna na současné vlajce.
Kalužská oblast vznikla 5. července 1944. V sovětské éře oblast neužívala žádnou vlajku. 27. března 1996 byla schválena ústava Kalužské oblasti, která ji přiznala právo na vlajku. Ta ale byla zavedena až zákonem č. 287-OZ „O vlajce Kalužské oblasti”. Zákon schválilo Zákonodárné shromáždění oblasti 30. ledna 2004.

## Vlajky rajónů Kalužské oblasti

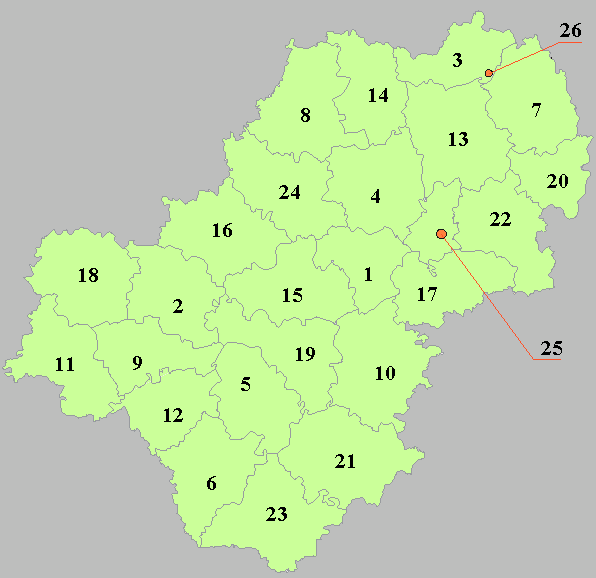
Administrativní členění Kalužské oblasti

Kalužská oblast se člení na 24 rajónú a 2 města oblastního významu (okruhy).
Města

Kaluga (25) Poměr stran: 2:3
Obninsk (26) Poměr stran: 2:3

Rajóny

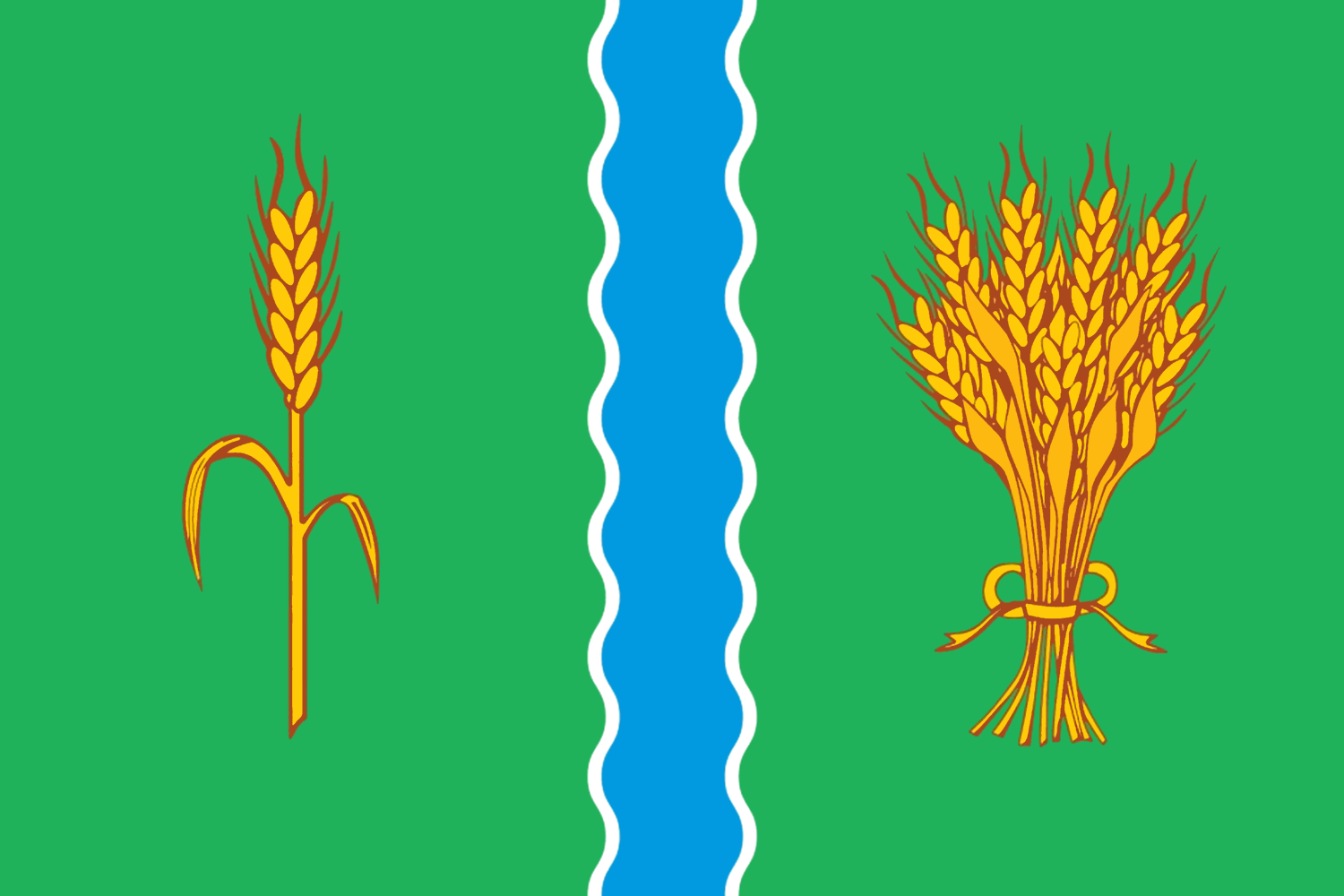
Babyninský rajón (1) Poměr stran: 2:3
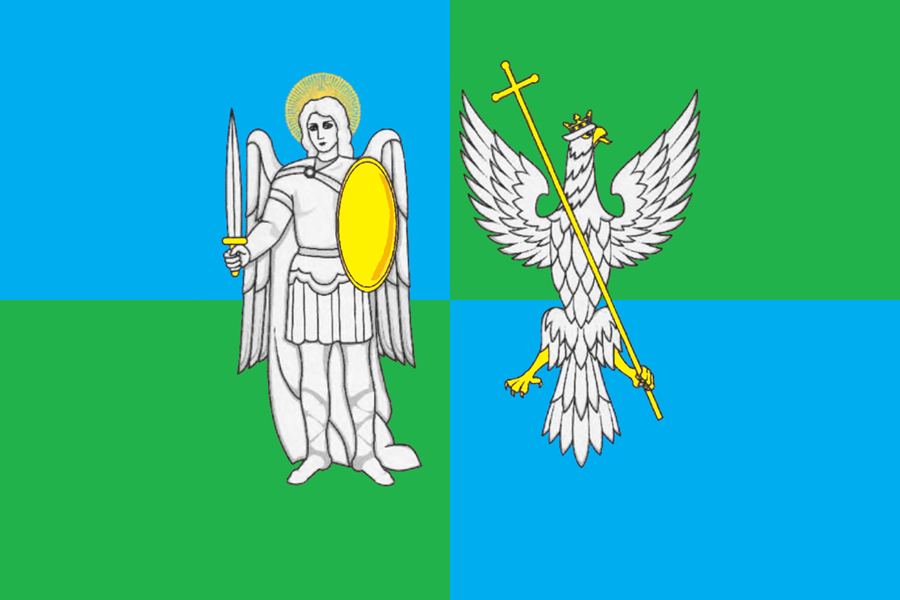
Barjatinský rajón (2) Poměr stran: 2:3
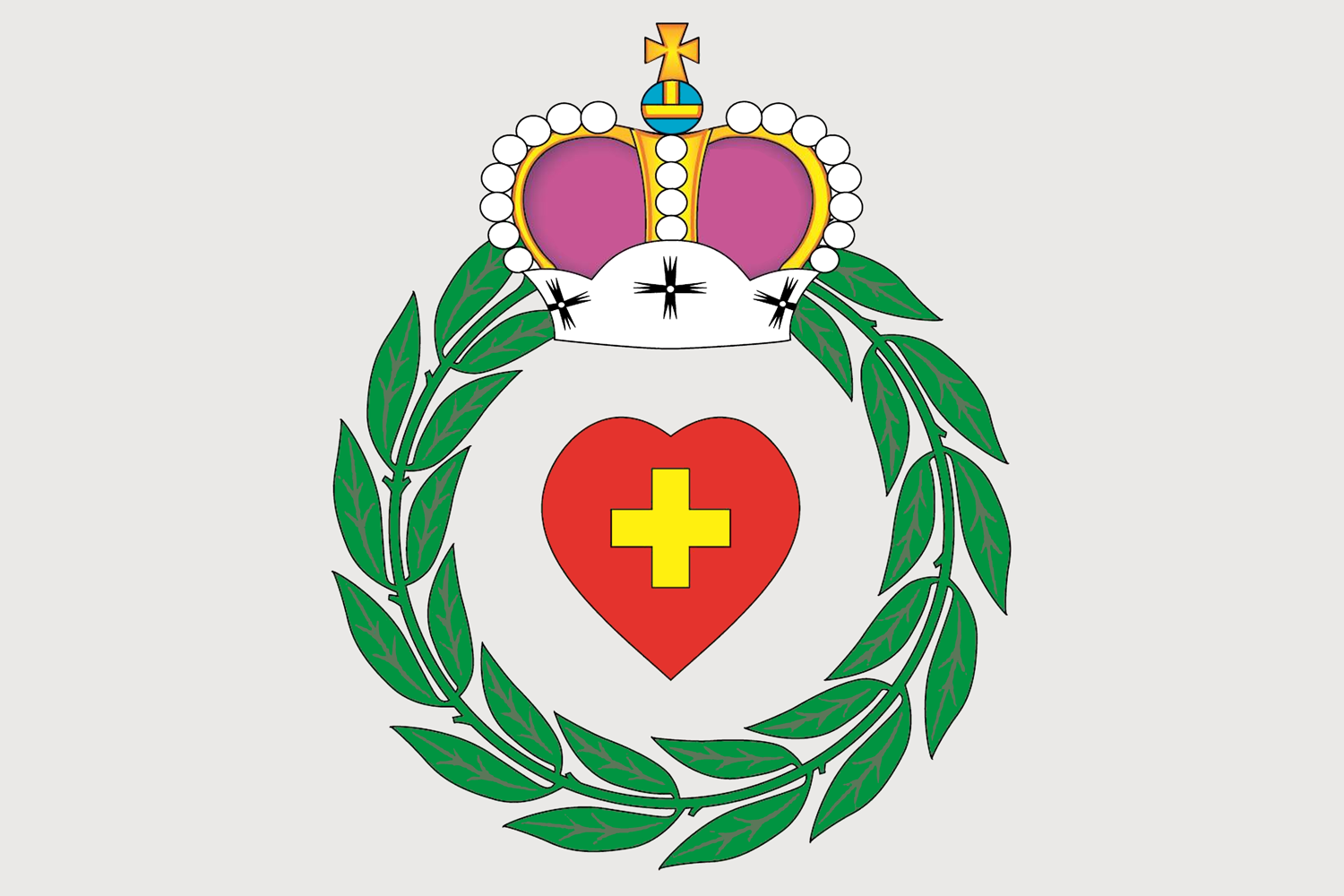
Borovský rajón (3) Poměr stran: 2:3
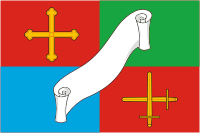
Džeržinský rajón (4) Poměr stran: 2:3
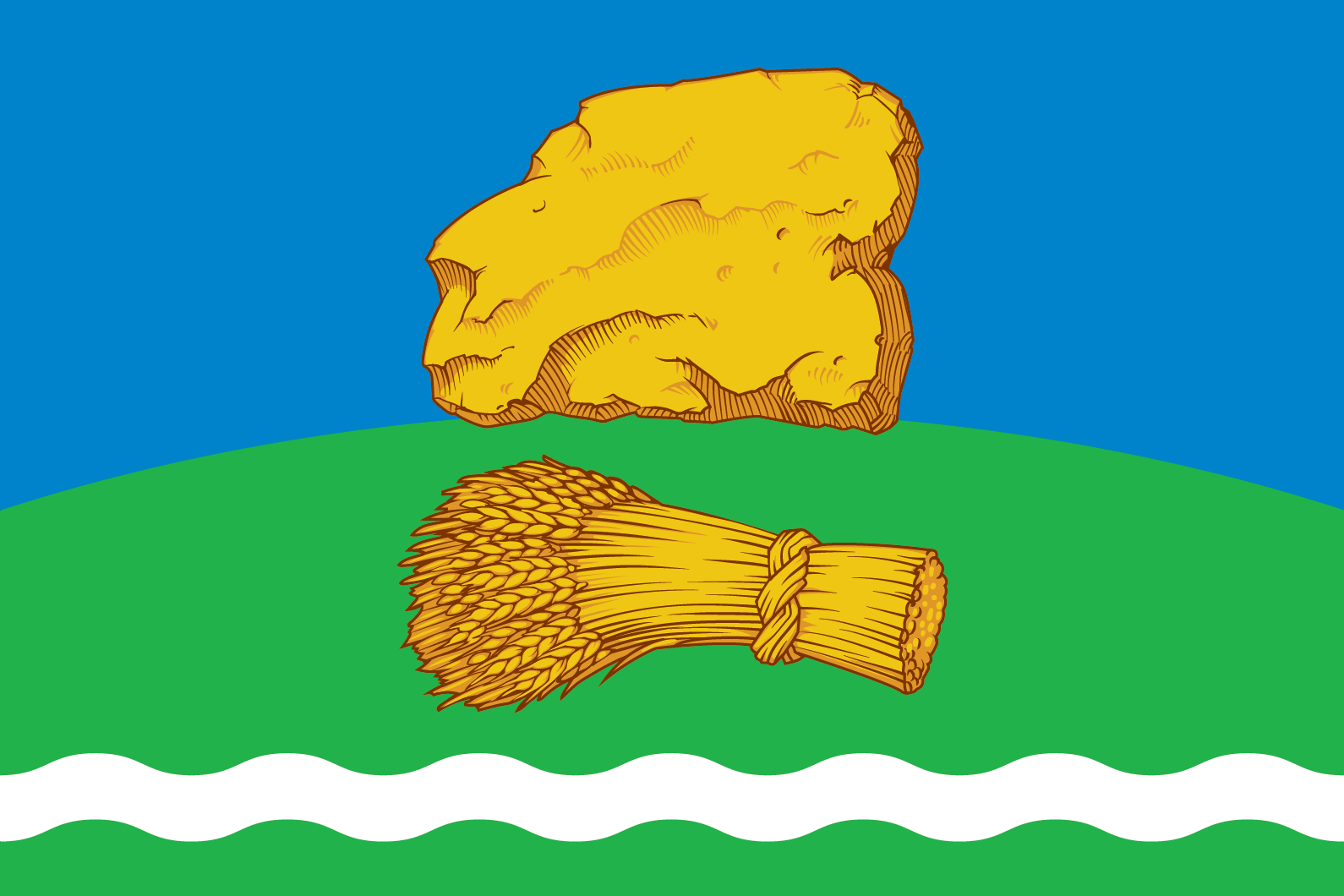
Duminičský rajón (5) Poměr stran: 2:3
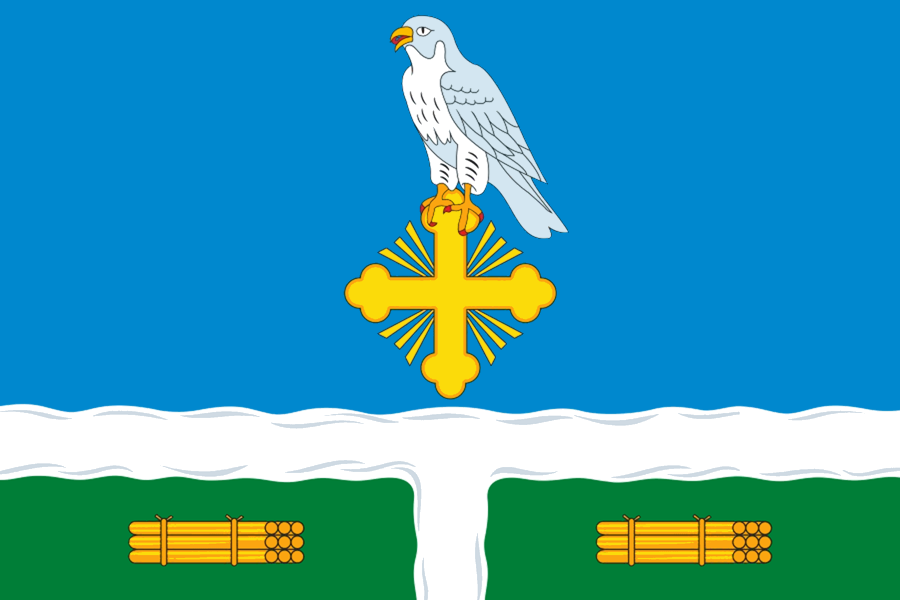
Žizdrinský rajón (6) Poměr stran: 2:3
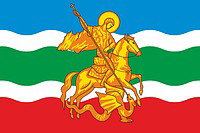
Žukovský rajón (7) Poměr stran: 2:3
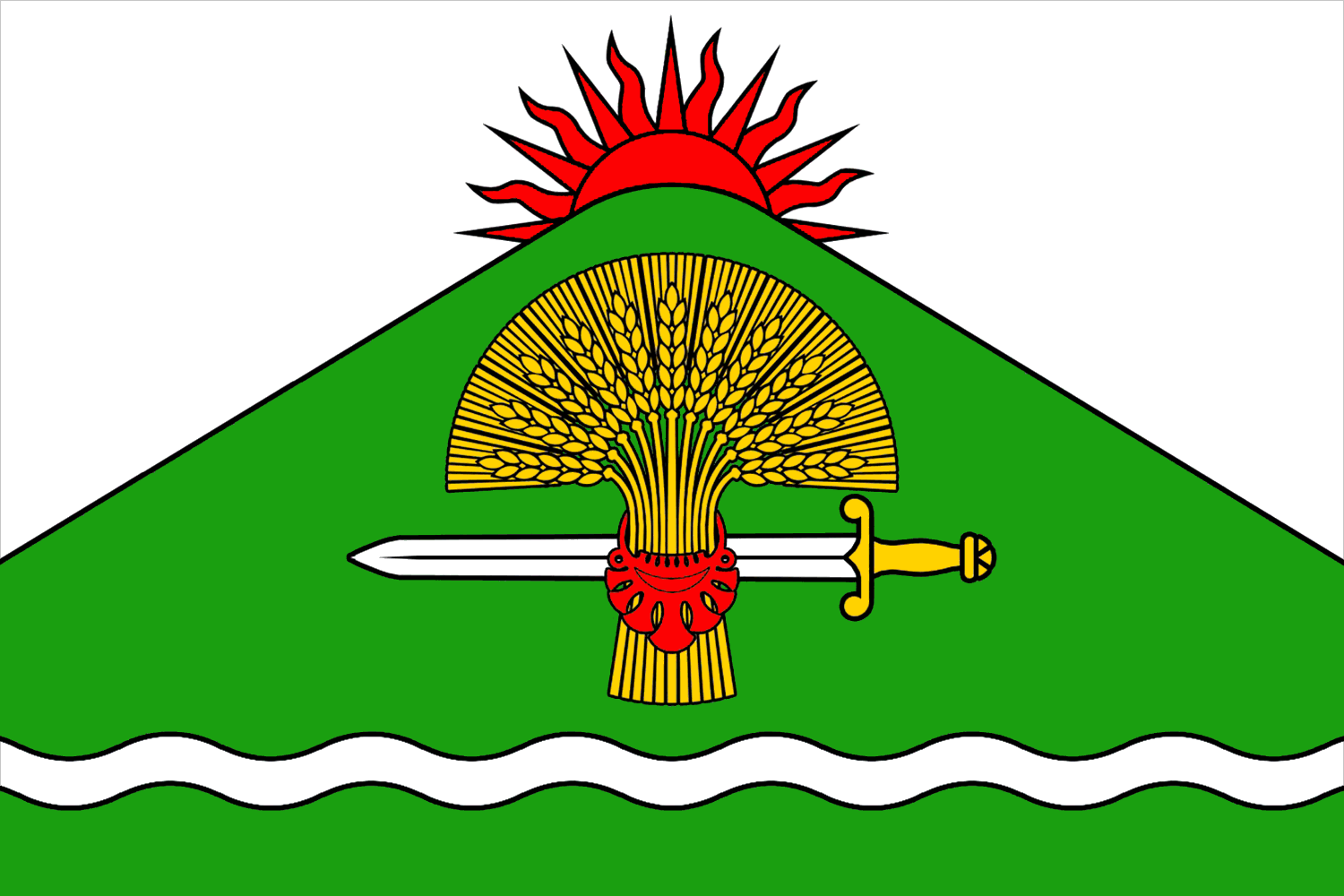
Iznoskovský rajón (8) Poměr stran: 2:3
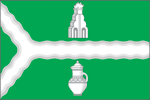
Kirovský rajón (9) Poměr stran: 2:3
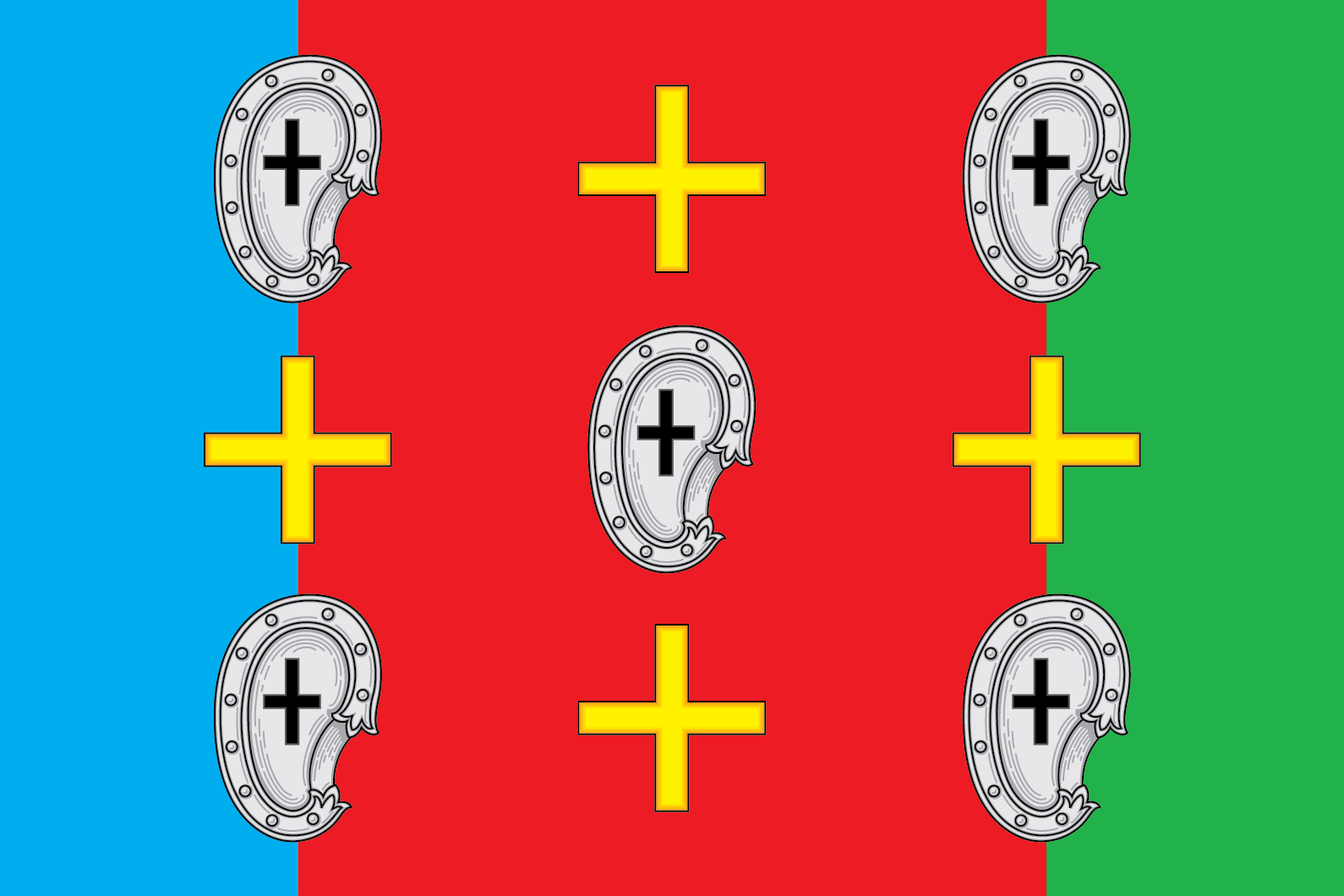
Kozelský rajón (10) Poměr stran: 2:3
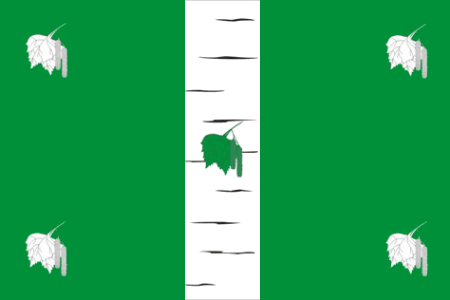
Kujbyševský rajón (11) Poměr stran: 2:3
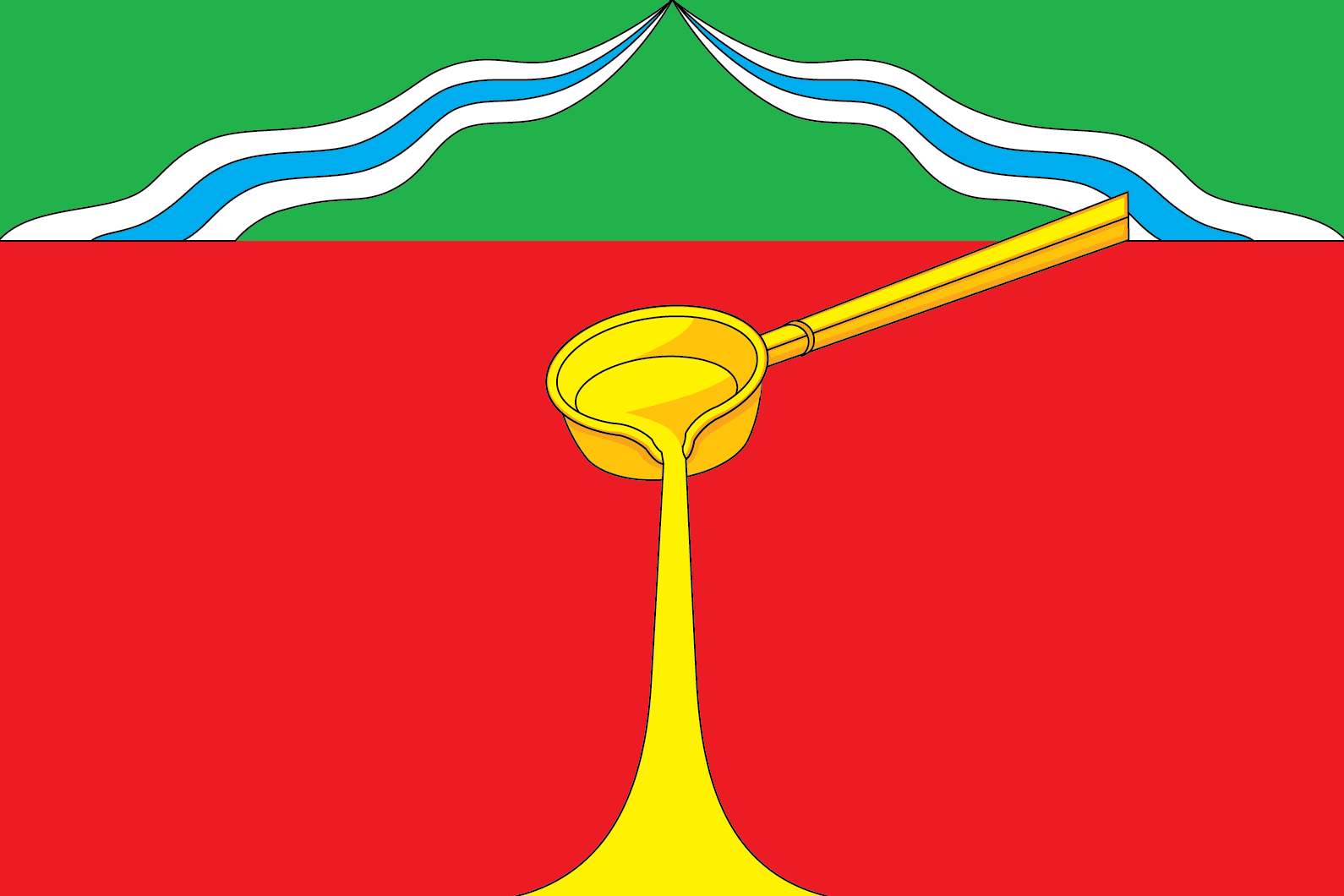
Ljudinovský rajón (12) Poměr stran: 2:3
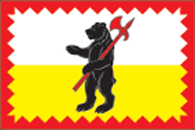
Malojaroslavecký rajón (13) Poměr stran: 2:3
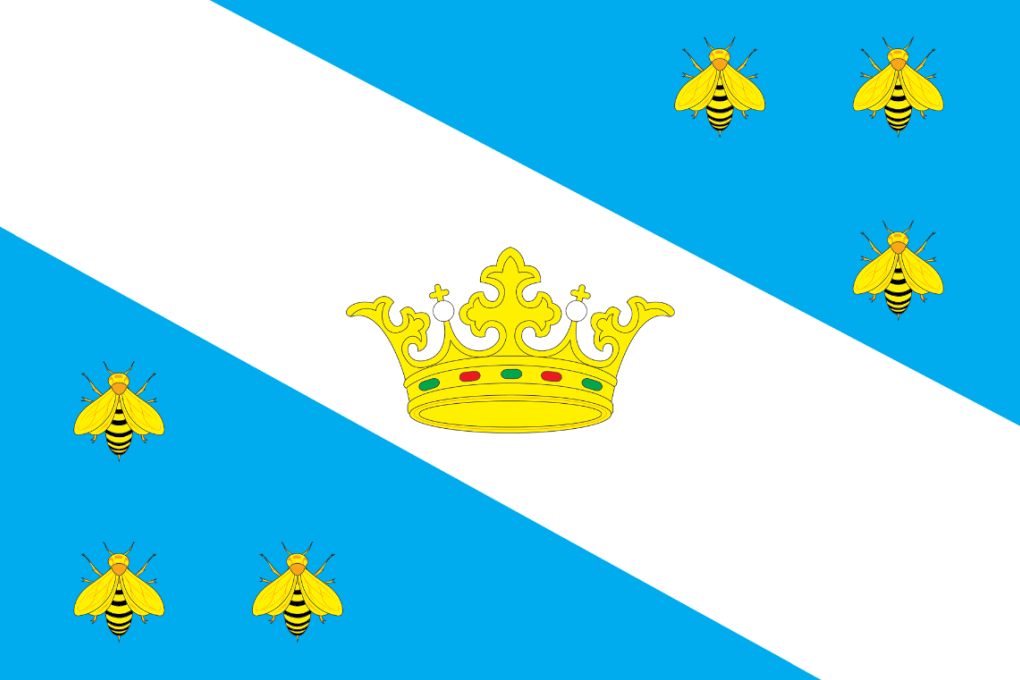
Medynský rajón (14) Poměr stran: 2:3
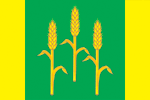
Meščovský rajón (15) Poměr stran: 2:3
Mosalský rajón (16)
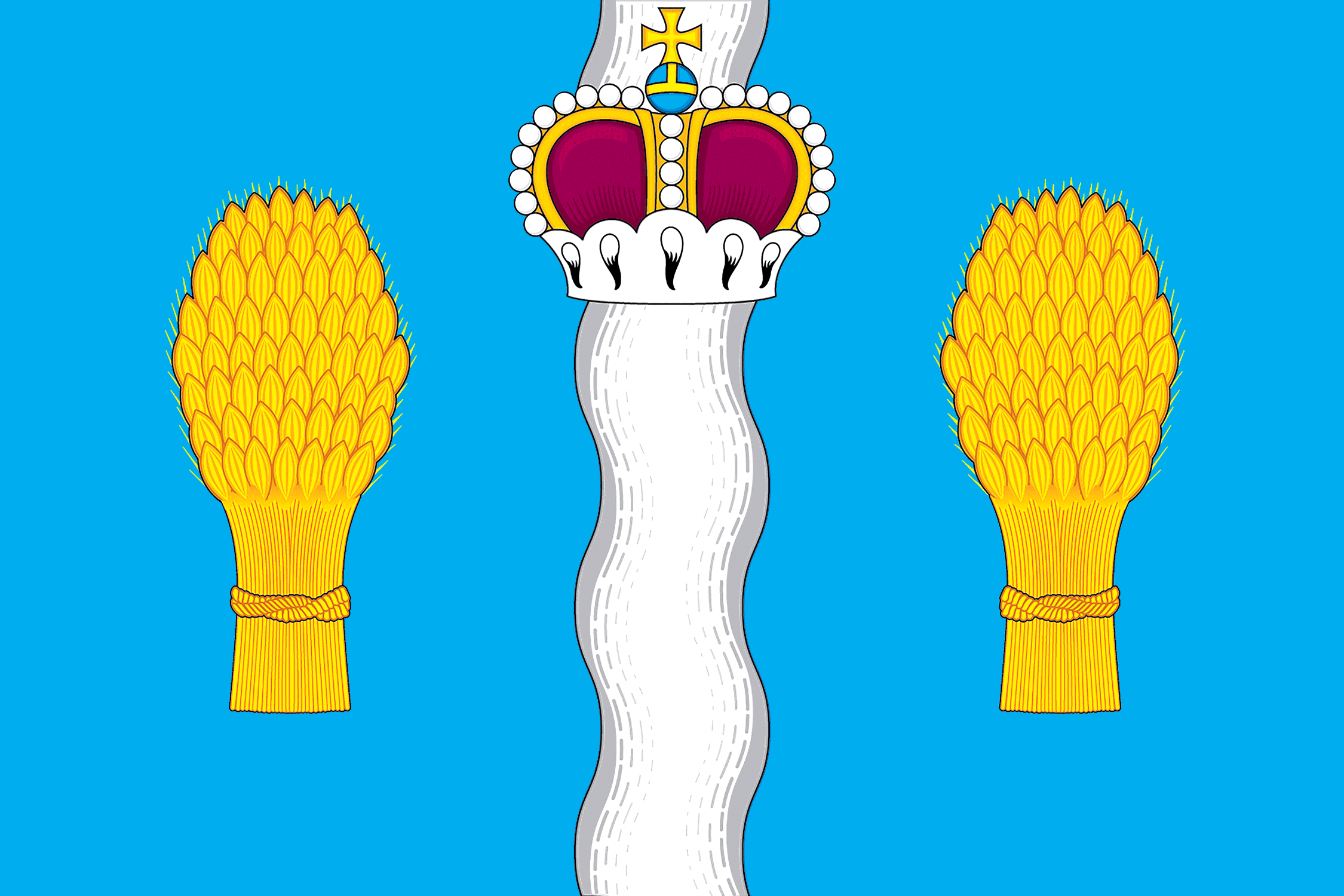
Peremyšlský rajón (17) Poměr stran: 2:3
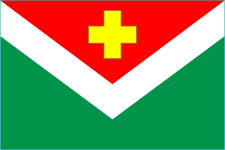
Spas-Děmenský rajón (18) Poměr stran: 2:3
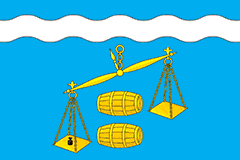
Suchiničský rajón (19) Poměr stran: 2:3
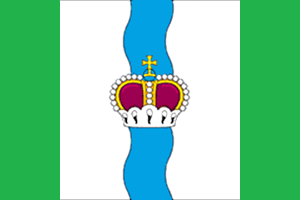
Tarusský rajón (20) Poměr stran: 2:3
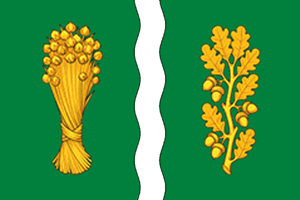
Uljanovský rajón (21) Poměr stran: 2:3
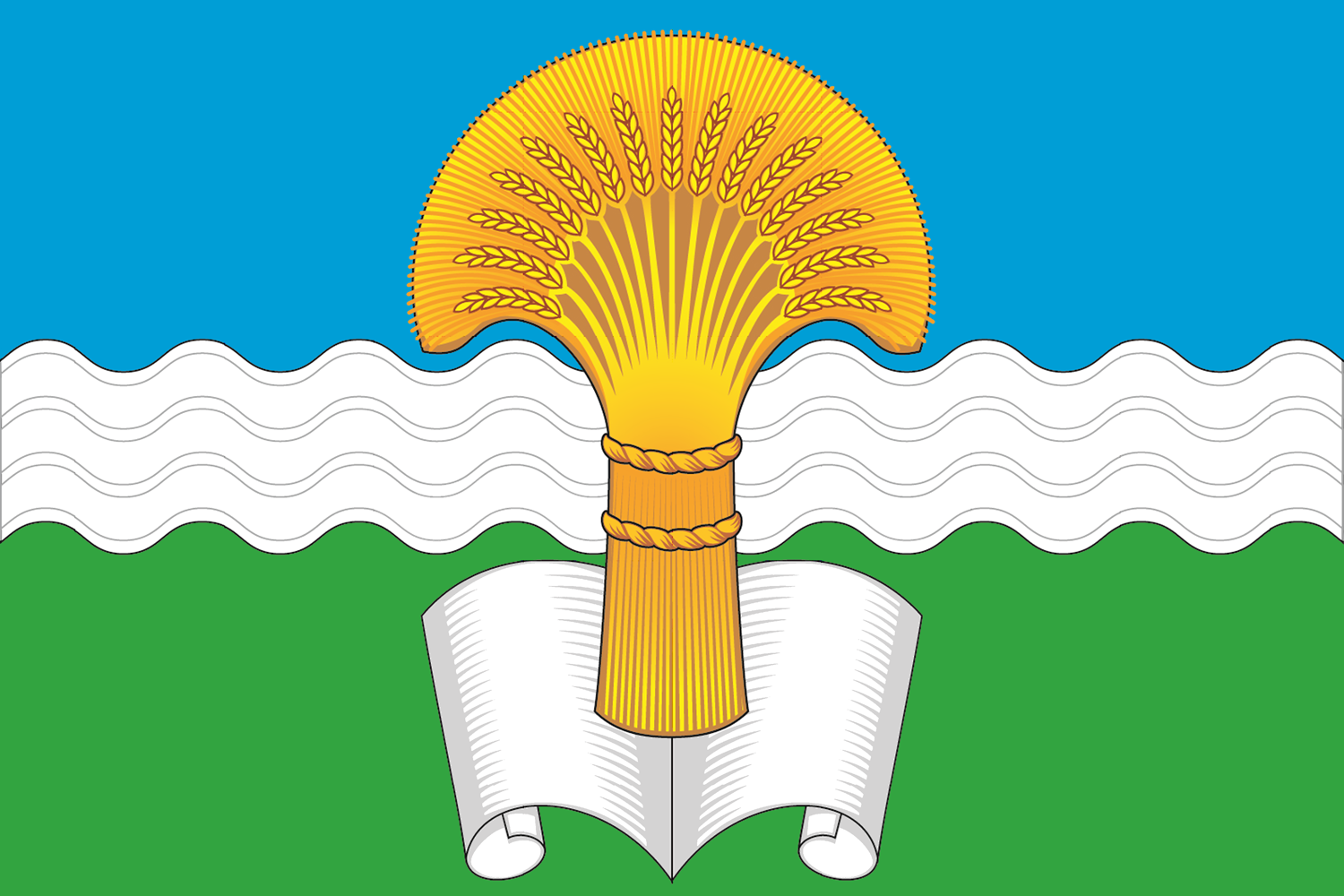
Ferzikovský rajón (22) Poměr stran: 2:3
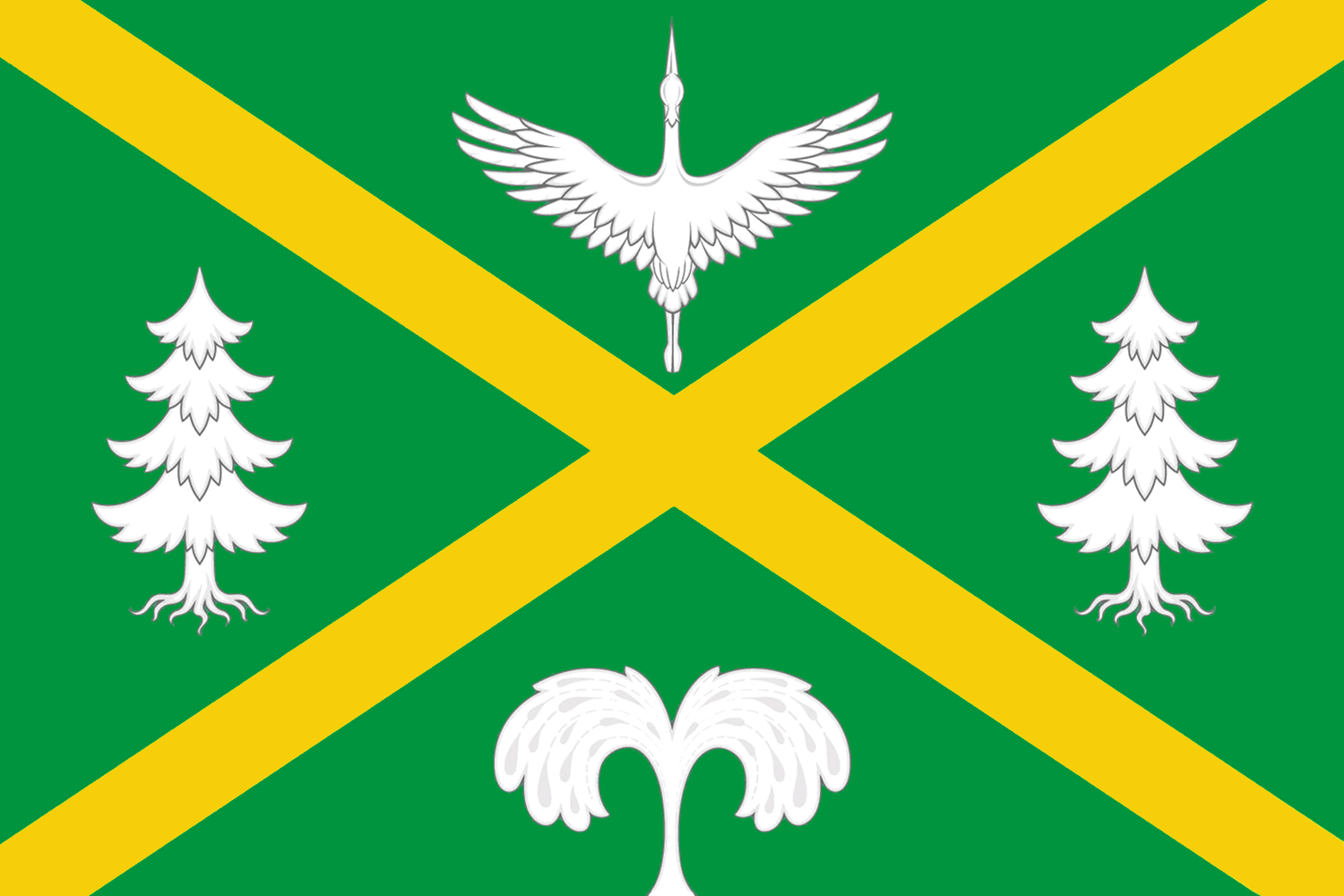
Chvastovičský rajón (23) Poměr stran: 2:3
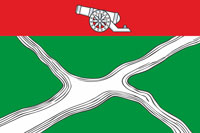
Južnivský rajón (24) Poměr stran: 2:3